# Senayan (Kebayoran Baru)
Senayan is een plaats (wijk) - (kelurahan) in het bestuurlijke gebied Kebayoran Baru, Jakarta Selatan (Zuid-Jakarta) in de provincie Jakarta, Indonesië. De plaats telt 5672 inwoners (volkstelling 2010).

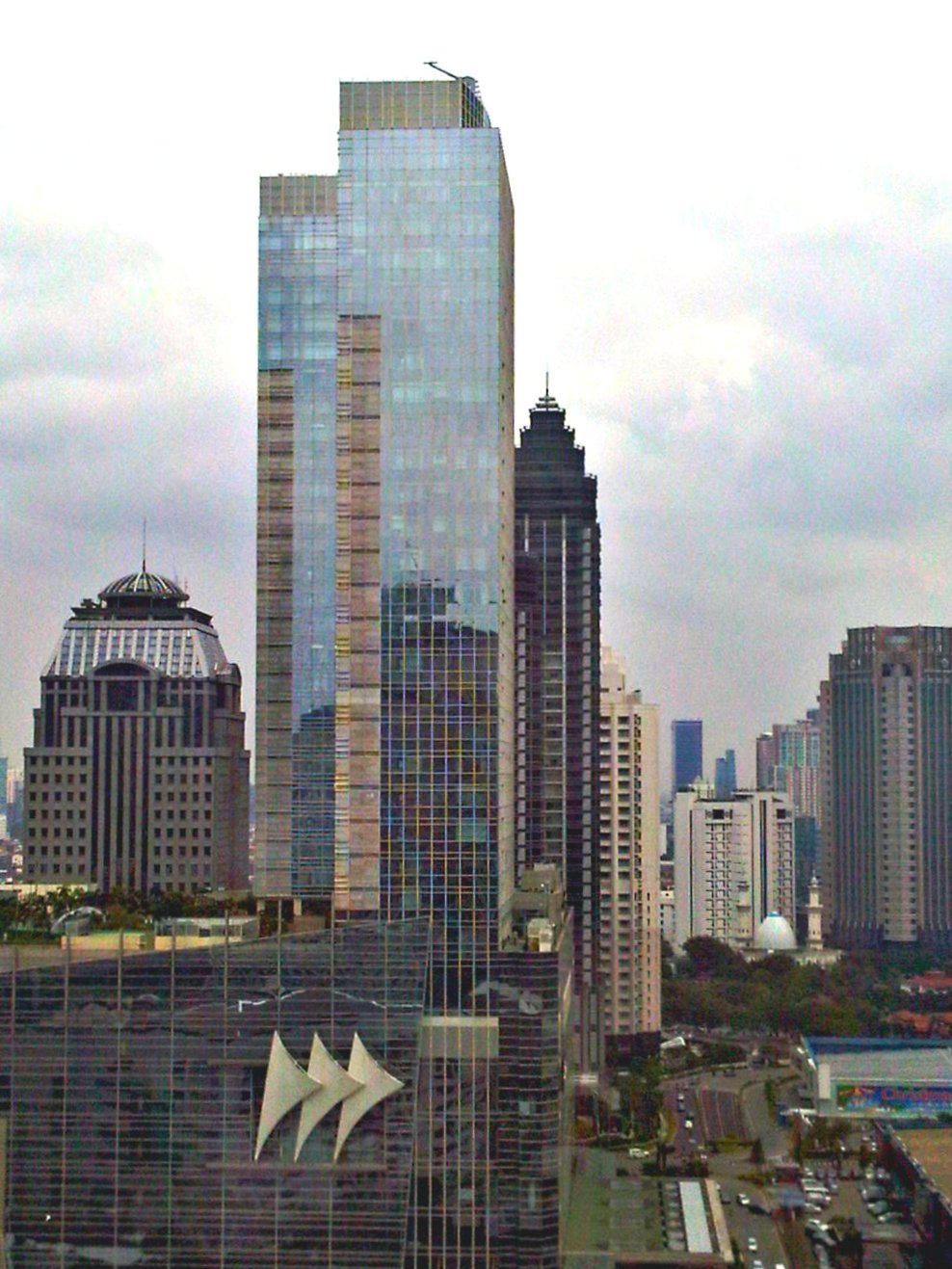
Pacific Place, SCBD. Senayan, Kebayoran Baru, Zuid Jakarta